# 1st Cavalry Division (Vereinigte Staaten)

Schulterabzeichen 1. US-Kavalleriedivision

Die 1st Cavalry Division (deutsch 1. US-Kavalleriedivision) ist heute eine Panzerdivision des US-Heeres. Ihre Personalstärke beträgt derzeit rund 16.700 Soldaten. Sie ist dem III. Corps unterstellt. Ihre Geschichte reicht bis ins 19. Jahrhundert zurück, sie ist damit auch eine der am längsten aktiven Einheiten der US Army. Das Hauptquartier der Division ist derzeit in Fort Cavazos dem ehemaligen Fort Hood im US-Bundesstaat Texas und steht seit August 2024 unter dem Kommando von Major General Thomas M. Feltey.

## Geschichte

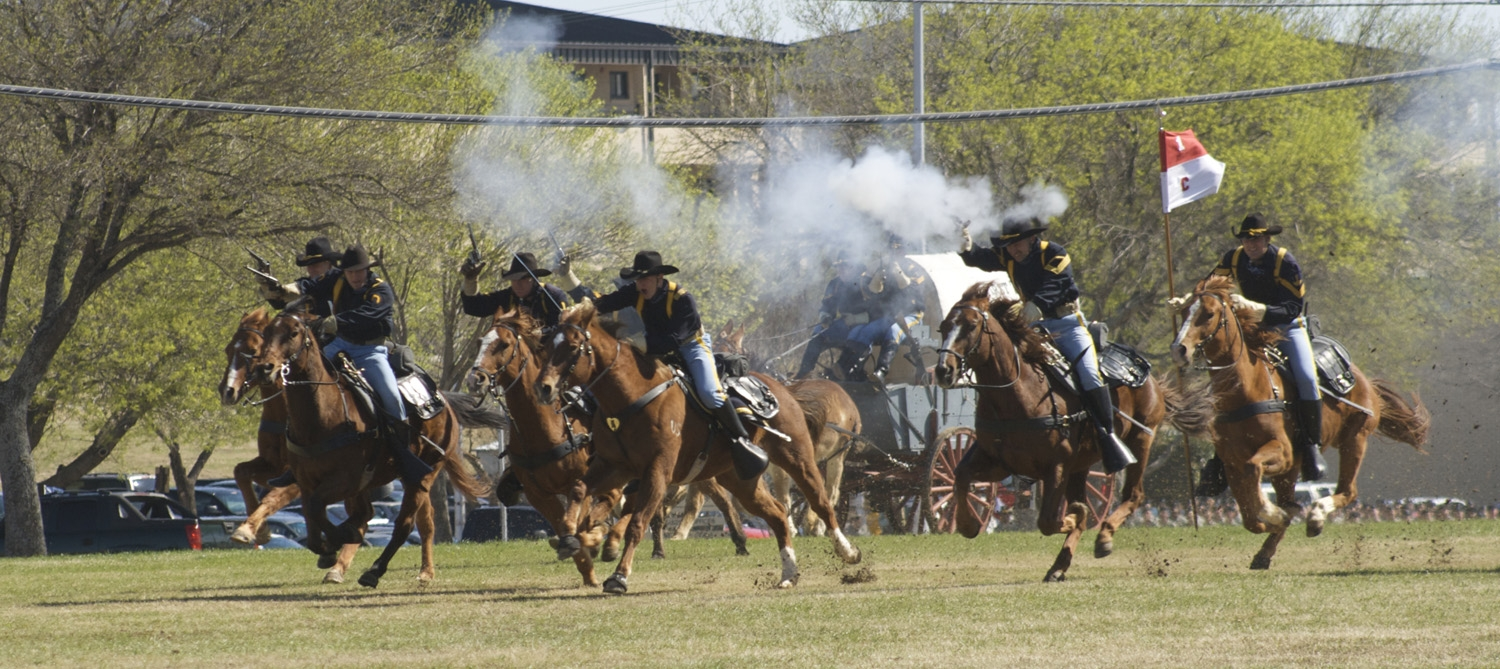
Zu zeremoniellen Zwecken unterhält die 1. US-Kavalleriedivision weiterhin eine Reiterstaffel

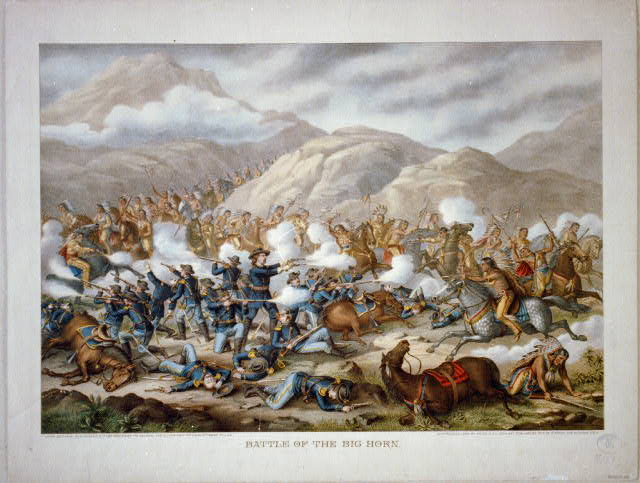
Schlacht am Little Big Horn River

Die Tradition der Division geht zurück auf das 2. Kavallerie-Regiment, das 1855 aufgestellt wurde, sowie das 7., 8. und 9. Kavallerie-Regiment. Das 2. wurde 1861 in 5. Kavallerie-Regiment umbenannt und nahm am Amerikanischen Bürgerkrieg teil, unter anderem an der Ersten Schlacht am Bull Run und der Schlacht von Gettysburg. Das 7. Kavallerie-Regiment unter George Armstrong Custer erlitt 1876 in der Schlacht am Little Bighorn eine vernichtende Niederlage.
Nach dem Ende der Indianerkriege wurden die Kavallerie-Regimenter entlang der inneramerikanischen Frontier als Grenzpatrouille eingesetzt.
Bis zum Ende des Ersten Weltkriegs 1918 unterstanden das 1., 7. und 8. Kavallerie-Regiment der 15. Kavalleriedivision und kamen in Europa zum Einsatz.
Die 1. Kavalleriedivision wurde am 31. August 1920 als selbstständiger Großverband aufgestellt, nachdem im National Defense Act die Aufstellung weiterer berittener Divisionen beschlossen worden war. 1922 war die Aufstellung abgeschlossen, und die Division bezog ihr Hauptquartier in Fort Bliss, Texas. Am 20. August 1921 wurde das 1. Kavallerie-Regiment ebenfalls der 1. Kavalleriedivision unterstellt.
Während der Weltwirtschaftskrise entstand unter Leitung der Division als Arbeitsbeschaffungsmaßnahme in Fort Bliss ein Flugabwehrausbildungszentrum, für das Unterkünfte für 20.000 Soldaten errichtet wurden. Im gleichen Zeitraum begann auch die Umstrukturierung der Division, da sich berittene Truppen schon im Ersten Weltkrieg als nicht mehr zeitgemäß erwiesen hatten.

### Zweiter Weltkrieg

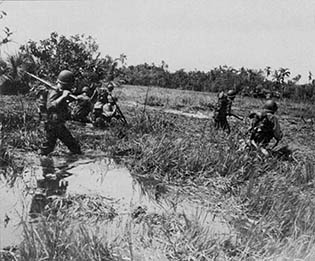
Soldaten der 1. Kavalleriedivision auf Leyte, Dezember 1944

Zum Zeitpunkt des japanischen Angriffs auf Pearl Harbor im Zweiten Weltkrieg befand sich die 1. Kavalleriedivision in einer großangelegten Umstrukturierung und nahm an einer Reihe großer Manöver der USA in Louisiana teil, bei denen neue Taktiken erprobt wurden. Im Rahmen der Umgliederung wurden die Panzerabwehr- und Maschinengewehrtruppen als selbstständige Einheiten aufgelöst und den Kavallerieregimentern unterstellt.
Anfang 1943 wurde die Division als Infanteriedivision klassifiziert und nach Australien verlegt, wo sie sich für ihren Einsatz im Pazifikkrieg vorbereitete. Im Anschluss an die Verlegung nach Neuguinea im Sommer 1943 begann Ende Januar 1944 mit der Eroberung der Admiralitätsinseln der erste Einsatz des Großverbandes. Gegen sehr starken japanischen Widerstand eroberte die Division nach und nach bis Ende Mai 1944 die gesamte Inselgruppe.
Am 20. Oktober nahm die Division an der Landung auf Leyte teil, mit der die Rückeroberung der Philippinen begann. Anfang 1945 war die Insel von der japanischen Armee befreit, und die Amerikaner bereiteten die Rückeroberung von Luzón vor, der Hauptinsel der Philippinen. Diese begann für die 1. Kavalleriedivision am 27. Januar mit der Landung am Strand des Golfs von Lingayen. Am 3. Februar erreichten die ersten Einheiten die Hauptstadt Manila, wo die Kämpfe aber noch bis zum 3. März andauerten. Bis zum 25. August nahm die Division an mehreren Operationen auf Luzón zur Ausschaltung verbliebener japanischer Widerstandsnester teil. Im Anschluss daran wurde sie abgezogen und nach Japan verlegt. Sie landete am 30. August in der Bucht von Tokio und marschierte am 8. September als erste US-Division in Tokio ein.
Während des Krieges wurden 970 Soldaten der 1. Kavalleriedivision im Einsatz getötet, weitere 3.300 verletzt.

### Korea

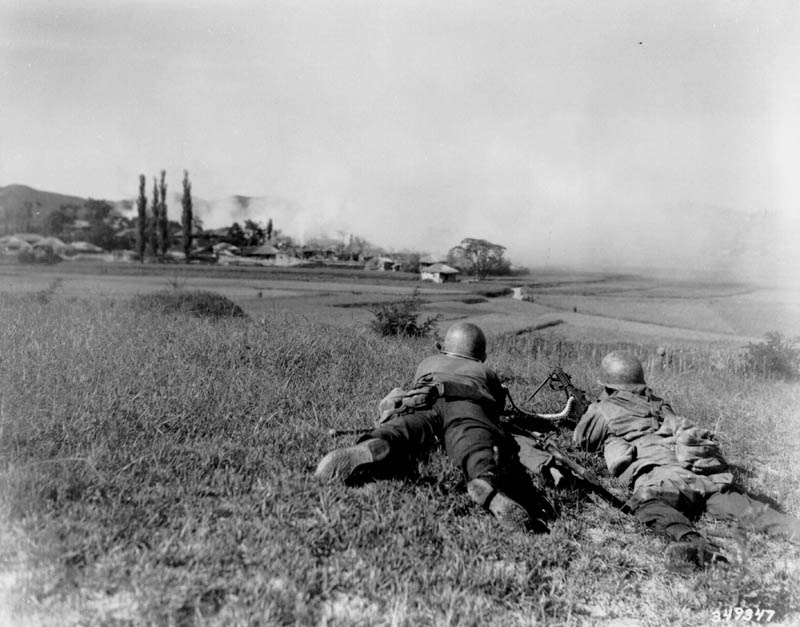
Maschinengewehrschützen in Korea, 1950

Als im Sommer 1950 der Koreakrieg begann, war die 1. US-Kavalleriedivision noch in Japan als Besatzungstruppe stationiert. Der schnelle Vormarsch der Nordkoreanischen Volksarmee drängte die südkoreanischen Verteidiger auf einen schmalen Streifen um die Hafenstadt Busan zurück, der so genannten Schlacht um den Busan-Perimeter.
Die Division entlastete die eingeschlossenen UN-Truppen um Busan durch eine amphibische Landung bei Pohang. Sie durchbrach den Belagerungsring Mitte September 1950 und stieß nach Norden vor. Den 38. Breitengrad, die Grenze zwischen Nord- und Südkorea, überschritt die Division am 9. Oktober, und die vordersten Einheiten erreichten am 19. Oktober Pjöngjang. Die Intervention der Volksrepublik China warf die UN-Truppen Ende 1950/Anfang 1951 wieder hinter die Demarkationslinie zurück. Die südkoreanische Hauptstadt Seoul wurde geräumt und im März wieder zurückerobert. Die 1. Kavalleriedivision übernahm die Verteidigung der Hauptstadt im sich nun entwickelnden Stellungskrieg. Sie wurde im Januar 1952 abgelöst und nach Hokkaidō zurückverlegt. Die Division verlor über 3.800 Soldaten, mehr als 12.000 wurden verwundet.
Die Division kehrte 1957, vier Jahre nach dem Waffenstillstand, nach Korea zurück und übernahm die Kontrolle über die Demilitarisierte Zone zwischen dem Norden und dem Süden bis 1965.

### Vietnamkrieg

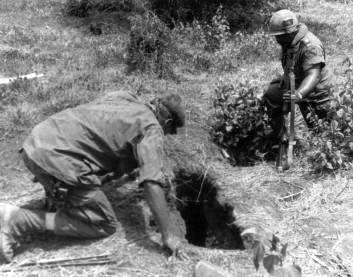
Eine Tunnelratte der 1. US-Kavalleriedivision steigt in ein vietnamesisches Tunnelsystem

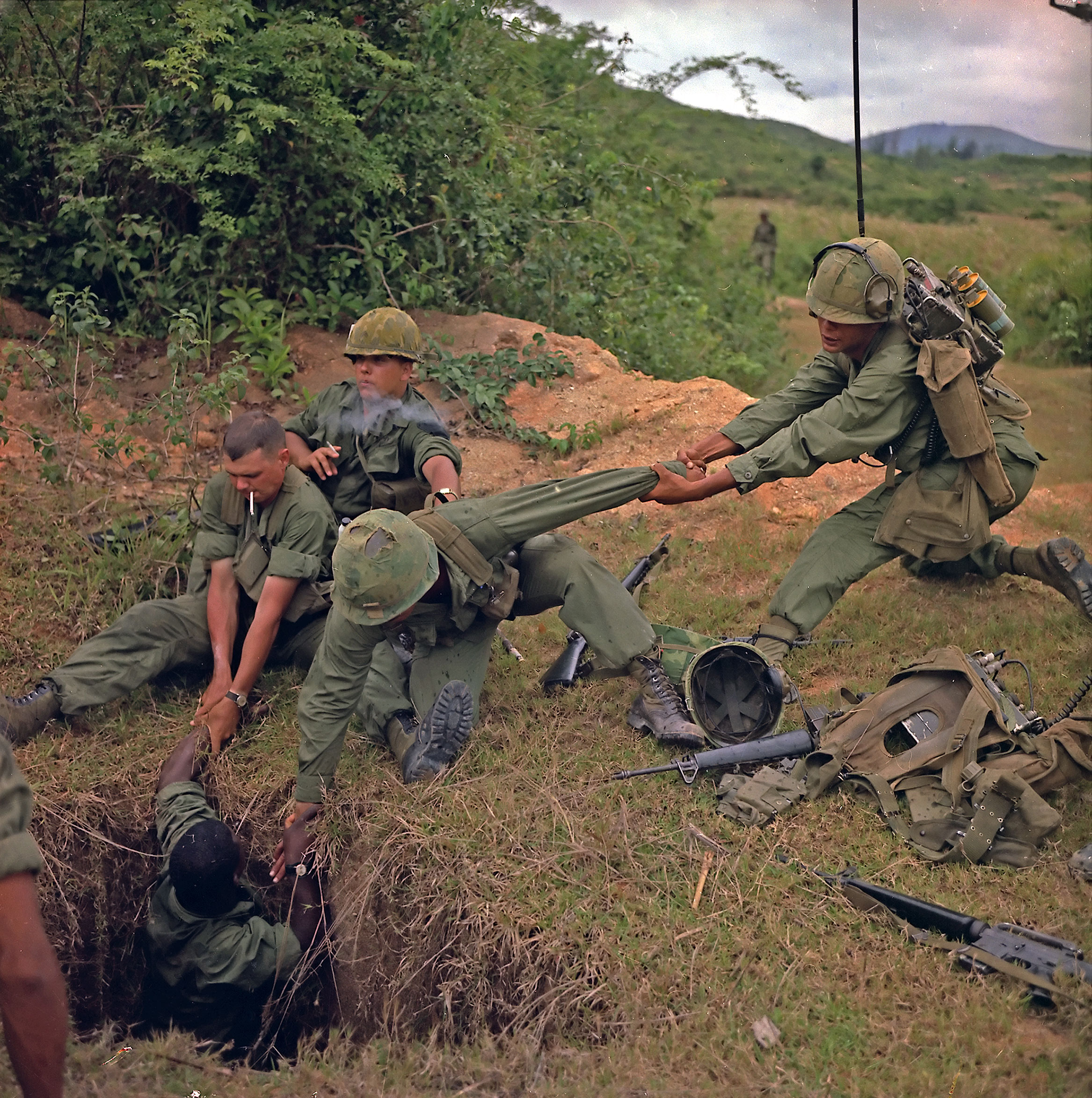
Operation Oregon eine „search and destroy“-Mission der 1st Reconnaissance Squadron der 1. US-Kavalleriedivision in der Provinz Quang Ngai

Zu Beginn des Vietnamkriegs wurde die 1. Kavalleriedivision von einer Infanteriedivision zu einer luftbeweglichen Division mit Hubschraubern umstrukturiert. Im Juli 1965 begann die Verlegung des Großverbandes nach Vietnam. Im November 1965 kam es während der Schlacht im Ia-Drang-Tal zum ersten Aufeinandertreffen zwischen Einheiten der Vereinigten Staaten und Nordvietnams. Das 7. Kavallerieregiment der 1. US-Kavalleriedivision unter dem Kommando von Lieutenant Colonel Harold G. Moore kämpfte vom 14. bis zum 18. November gegen eine vierfache Übermacht der nordvietnamesischen Volksarmee. Die Schlacht wurde 2002 unter dem Titel Wir waren Helden von Randall Wallace verfilmt. Der Film basiert auf dem Buch We Were Soldiers Once … And Young von Joseph L. Galloway, der als Fotograf an der Schlacht teilnahm.
1967 nahm die Division an der Operation Pershing teil, die in der Binh Dinh-Provinz gegen Widerstandsnester des Vietcong durchgeführt wurde. Die großangelegte Operation war ein voller Erfolg, nach amerikanischen Angaben wurden über 5.400 nordvietnamesische Kämpfer getötet, und etwa 2.000 sollen gefangen genommen worden sein. Während der Tet-Offensive war die Division nördlich von Huế im Camp Evans stationiert. Dort war sie maßgeblich an der Rückeroberung von Huế und Quảng Trị beteiligt. Die 1. Kavalleriedivision trug gemeinsam mit Einheiten des US Marine Corps die Hauptlast der Kämpfe. Das 9. und 26. Marineinfanterieregiment waren Ende März 1968 in Khe Sanh eingeschlossen. Die Division entsetzte mit der Operation Pegasus die eingeschlossenen Regimenter. Sie durchbrach den vietnamesischen Belagerungsring und löste die Marines als Besatzungstruppe bis zur Aufgabe der Basis Ende Juni ab.
Die 1. Kavalleriedivision war von Mitte April bis Mitte Mai im A-Shau-Tal, das auch als Tal des Todes bekannt war, eingesetzt. Sie nahm dort an verschiedenen Operationen gegen den Ho-Chi-Minh-Pfad teil, dessen Hauptzweig durch das Tal führte.
Im Sommer 1968 unterstützte die Division die vietnamesische Bevölkerung bei der Reisernte und unternahm MedCap genannte Einsätze zur medizinischen Versorgung der Einheimischen im Gebiet des I. Korps.
Die 1. Kavalleriedivision wurde Anfang 1969 nach Süden in den Papageienschnabel genannten Grenzbereich zu Kambodscha westlich von Saigon verlegt. Sie nahm an der Invasion in Kambodscha im Mai 1970 teil, die sich gegen die so genannten „sanctuaries“ (Schutzräume) der Nordvietnamesen und des Vietcong richtete. Die amerikanischen Einheiten zogen sich im Zuge des allgemeinen Abzugs aus Vietnam im Juni aus Kambodscha zurück. Im August 1972 verließ mit dem 1. Bataillon des 7. Kavallerie-Regiments der letzte Verband der Division Südvietnam. Die Verluste betrugen während des gesamten Einsatzes 5.444 Gefallene und 26.592 Verwundete.
Im Anschluss an den Vietnam-Einsatz erfolgte die TRICAP-Umstrukturierung (TRICAP: triple capabilities, dt. etwa dreifache Einsatzmöglichkeiten), die den Verband in die Lage versetzten sollte, als Luftlandetruppe, als bodengebundene Panzerdivision und als Luftkavallerie zu operieren. Das kurzlebige Konzept wurde schon 1975 wieder aufgegeben und die 1. Kavalleriedivision in eine Panzerdivision umgewandelt. Die Division wurde 1980 als eine der ersten US-Großverbände mit dem Kampfhubschrauber AH-64 Apache und dem Geländewagen HMMWV als Ersatz für die veralteten M151-Jeeps ausgerüstet. Als neuer Kampfpanzer wurde der M1 Abrams eingeführt, als neuer Schützenpanzer der M2 Bradley. Die 1. Kavalleriedivision nimmt seit 1982 regelmäßig an der Ausbildung im National Training Center in Fort Irwin, Kalifornien teil. Das National Training Center ist das modernste Ausbildungs- und Manöverzentrum der US Army, in dem unter realistischen Bedingungen jede Gefechtsart geübt werden kann.
Bei dem NATO-Großmanöver REFORGER im Sommer 1983 war die 1. US-Kavalleriedivision mit fast 9.000 Soldaten die größte jemals beteiligte Einheit.

### Desert Shield und Desert Storm

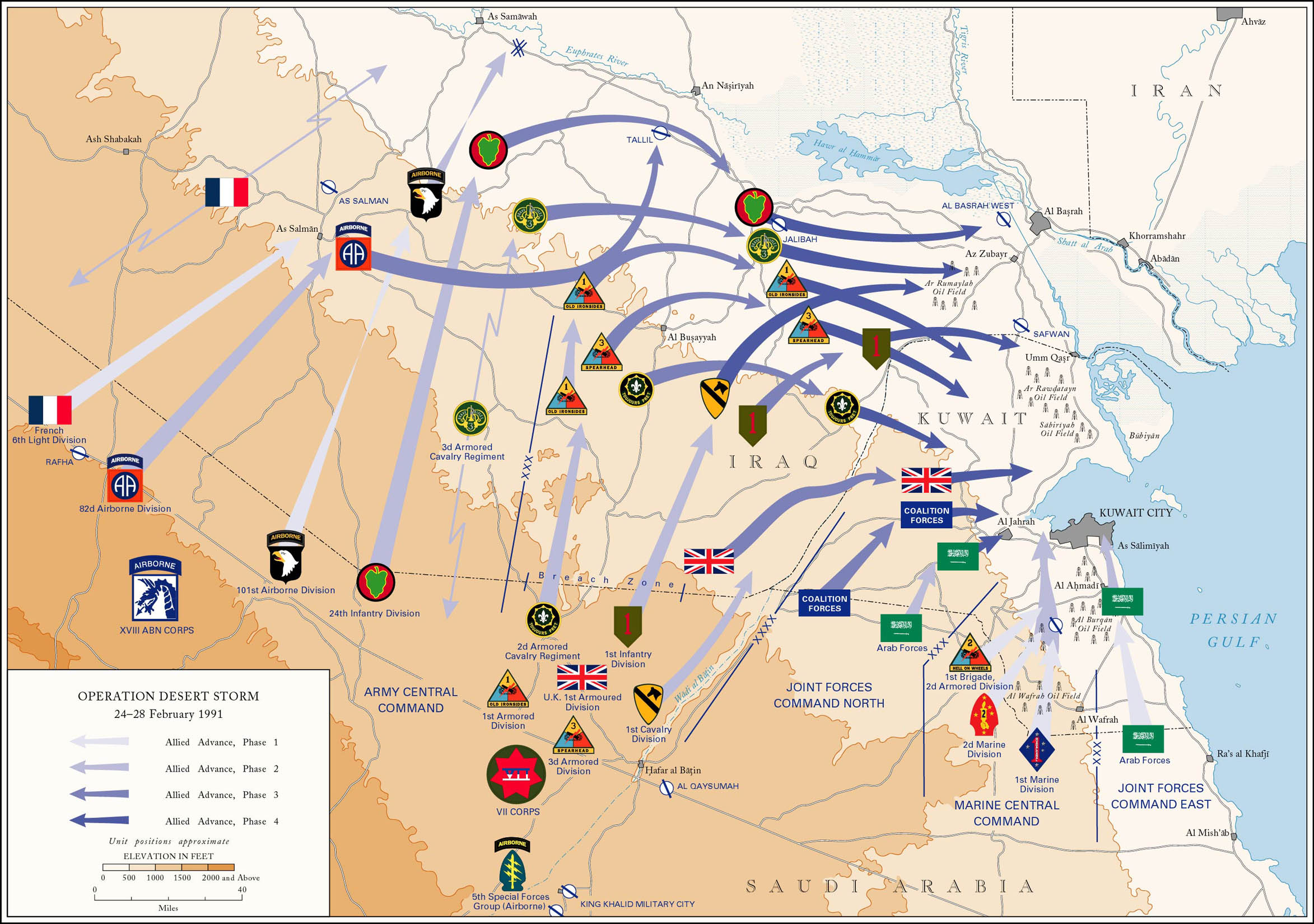
Operationsplan Desert Storm

Zu Beginn des Zweiten Golfkrieges im Sommer 1990 wurde die 1. Kavalleriedivision zusammen mit anderen Einheiten nach Saudi-Arabien verlegt. Im Falle eines irakischen Einmarsches sollte sie die Region um den King-Khalid-Militärstützpunkt verteidigen, der als eines der wahrscheinlichen Hauptziele einer möglichen Invasion in Frage kam. Die Division stellte die Einsatzbereitschaft bis Dezember her und übte nun auch mit scharfer Munition in den ausgedehnten Wüstengebieten des Nefud. Als am 16. Januar 1991 der Luftkrieg gegen den Irak begann, war die Division dem VII. Korps unterstellt. Zusammen mit der 1. US-Infanteriedivision, der 1. und 3. US-Panzerdivision, dem 3. Armored Cavalry Regiment und der britischen 1. Panzerdivision bildete sie die Hauptstreitmacht der Alliierten. Der Vormarsch fand hauptsächlich entlang des Wadi al Batin statt. Das Angriffsziel der 1. Kavalleriedivision war das Al-Rumaylah-Ölfeld südwestlich von Basra. Der Bodenkrieg begann am 24. Februar. Die Panzerbrigaden der Division kämpften sich durch die gegnerischen Stellungen und legten innerhalb von 14 Stunden über 300 km auf irakischem Territorium zurück. Der Oberbefehlshaber CENTCOM, General Norman Schwarzkopf, befahl der 1. Kavalleriedivision am 26. Februar, als erstes die Republikanischen Garden anzugreifen.
US-Präsident George Bush verkündete am 27. Februar einen Waffenstillstand. Einige Verbände der Division hatten den Tigris etwa einen Tagesmarsch von Bagdad entfernt erreicht. Nach dem Waffenstillstand begannen die Verbände auf ihre Ausgangspositionen in Saudi-Arabien auszuweichen und bereiteten sich dort auf die Rückverlegung in die USA vor.
Nach der Rückkehr in die Vereinigten Staaten wurde die 1. “Tiger” Brigade der 2. Panzerdivision in 3. “Greywolfs” Brigade umbenannt und anschließend im Mai 1991 der 1. Kavalleriedivision unterstellt. Dadurch wurde sie zur größten aktiven Panzerdivision der US-Armee. Die übrigen Brigaden erhielten bis zum August 1993 ebenfalls ihre historischen Verbandsbezeichnungen zuerkannt. In den folgenden Jahren wurden Teile der Division regelmäßig nach Kuwait verlegt, um die Sicherheitsgarantien der Vereinigten Staaten zu erfüllen und um gemeinsam mit kuwaitischen und saudischen Einheiten zu üben.

### Bosnien-Herzegowina
Das Verteidigungsministerium entschied im April 1998, die 1. Kavalleriedivision im Rahmen des SFOR-Einsatzes nach Bosnien und Herzegowina zu verlegen. Der Divisionskommandeur, Generalmajor Kevin P. Byrnes, übernahm am 7. Oktober das Kommando über das amerikanische SFOR-Kontingent im Norden des Einsatzgebietes von der 1. US-Panzerdivision. Die 1. Kavalleriedivision überwachte in den darauffolgenden Monaten die Einhaltung des Dayton-Friedensabkommens und half bei der Rückkehr von Flüchtlingen in ihre Heimat, räumte Minen und sicherte durch die Einrichtung von Kontrollpunkten wichtige Verkehrswege.

### Krieg gegen den Terrorismus und Irakkrieg

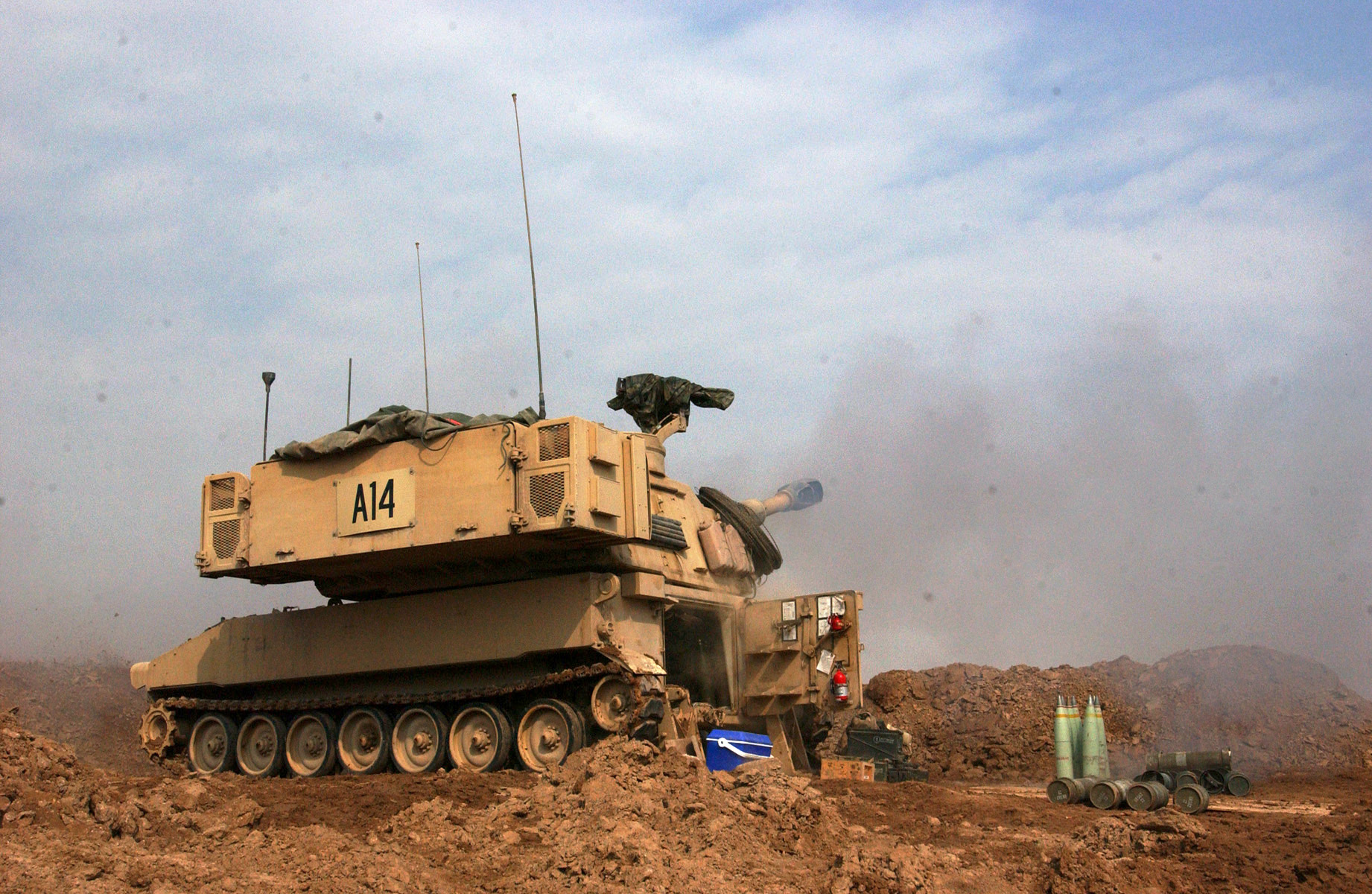
Panzerhaubitze M109 des 82. Feldartilleriebataillons feuert beim Kampf um Falludscha

Unmittelbar nach den Terroranschlägen vom 11. September 2001 wurden Luftabwehreinheiten der Division nach Washington, D.C. verlegt und überwachten den dortigen Luftraum. Einheiten der Militärpolizei der Division dienen seit Mitte Dezember 2001 in Afghanistan, um bei den Verhören von Terrorverdächtigen und mutmaßlicher Taliban während der Operation Enduring Freedom Unterstützung zu leisten.
Vor allem die Heeresflieger der 1. Kavalleriedivision unterstützten im März 2003 während des Irakkrieges die vorrückenden Verbände der Koalition der Willigen. Die Verlegung der gesamten Division in den Irak wurde im Herbst 2003 vorbereitet. Sie sollte bis April 2004 Führungsverband für die amerikanischen Einheiten in Bagdad werden. Unter der Überwachung durch die Division erfolgte die Wiederherstellung der staatlichen Souveränität des Irak und die erste Parlamentswahl. Den Oberbefehl über den Task Force Baghdad genannten Verband übergab die Division zu Beginn des Jahres 2005 an die 3. US-Infanteriedivision. Die 1. Kavalleriedivision kehrte Anfang April wieder in die Vereinigten Staaten zurück. Vom November 2006 bis zum Dezember 2007 wurde sie abermals in den Irak verlegt und fungierte dort als Multi-National Division Baghdad.

## Organisation

Struktur und Einheiten der 1st Cavalry Division 2023 (Militärische Symbole)

Die drei Einsatzbrigaden (Armored Brigade Combat Teams (ABCT)) der Division wurden entsprechend der Heeresreform zum 15. Juli 2005 umgegliedert (endgültige Reformrealisierung spätestens 2009). Die Brigaden bestehen nun nicht mehr ausschließlich aus Panzer- oder Infanteriebataillonen, sondern verfügen über gemischte Einsatzbataillone und eigene Unterstützungselemente. Alle Bataillone sind gleich gegliedert und ausgerüstet. Diese Bataillone werden Combined-arms maneuver battalions (CAB) genannt. Von diesem Konzept erhofft sich die Army eine deutliche Verbesserung der Mobilität der Brigade und eine Ausweitung des möglichen Einsatzspektrums.
Die 1. Kavalleriedivision besteht zurzeit aus dem Division Special Troops Battalion, und aus drei Kampfbrigaden und drei Unterstützungsbrigaden:
Stabstruppen
- Headquarters & Headquarters Battalion (Führungs- und Führungsunterstützungsbataillon)
  - Headquarters & Headquarters Company, 1st Cavalry Division (Stab und Stabskompanie)
  - Operations Company
  - Intelligence and Sustainment Company
  - Division Signal Company (Fernmeldekompanie)
  - 1st Cavalry Division Band (Militärmusikkapelle)
  - 1st Cavalry Division Horse Detachment (berittene Einheit für Paraden etc.)

Schwere Kampfbrigaden (Armored Brigade Combat Teams (ABCT))
- 1. Brigade, „Iron Horse“:
  - 1× Panzeraufklärungsbataillon (M3 Bradley und einer Kompanie M1 Abrams)
  - 2× gemischte Bataillone mit jeweils:
    - 1× Stabskompanie
    - 2× Panzerkompanien (M1 Abrams) und 1× mechanisierten Infanteriekompanien (M2 Bradley)

  - 1× gemischtes Bataillon mit:
    - 1× Stabskompanie
    - 1× Panzerkompanien (M1 Abrams) und 2× mechanisierten Infanteriekompanien (M2 Bradley)

  - 1× Versorgungsbataillon
  - 1× Pionierbataillon (Pioniere, militärisches Nachrichtenwesen, Fernmeldewesen)
- 2. Brigade, „Blackjack“: gleiche Gliederung wie 1. Brigade.
- 3. Brigade, „Grey Wolf“: gleiche Gliederung wie 1. Brigade.

Unterstützungsbrigaden
- 1. Kavalleriedivision Artillerie
  - 3× Artilleriebataillone (M109 Paladin)
  - 1× Luftabwehrartilleriebataillon (AN/TWQ-1 Avenger)
- 1. Luftkavalleriebrigade, „Warrior“ (Heeresflieger):
  - 2× Heeresfliegerbataillone (AH-64E Apache)
  - 1× Heeresfliegerbataillon (UH-60M Blackhawk)
  - 1× Heeresfliegerbataillon (CH-47 Chinook und UH-60 Blackhawk)
  - 1× Heeresfliegerkompanie (MQ-1C Gray Eagle)
  - 1× Heeresfliegerunterstützungsbataillon
- 1. Kavalleriedivision Unterstützungsbrigade
  - Special Troops Battalion
  - 1× Divisionslogistikbataillon

## Abzeichen
Als eines der ältesten Einheitsabzeichen der United State Army ist das Abzeichen der 1. Kavalleriedivision wohl auch, zusammen mit dem der 1. US-Infanteriedivision, eines der berühmtesten und bekanntesten. Im Folgenden werden die heraldischen Elemente der Abzeichen näher erläutert.

### Schulterabzeichen
- Beschreibung: Auf einem gelben Normannenschild mit abgerundeten Ecken und 13,34 cm Höhe befindet sich ein diagonal von oben rechts nach unten links verlaufender schwarzer Balken sowie ein schwarzer Pferdekopf in der oberen linken Ecke. Umgeben ist der Schild von einem 3 mm dicken grünen Rand.
- Symbolik: Gelb als traditionelle Farbe der Kavallerie und der Pferdekopf verweisen auf die Anfänge der Division als berittene Einheit. Schwarz als Symbol für Eisen steht für den Übergang zu Panzerfahrzeugen. Der schwarze diagonale Balken symbolisiert ein Schwertbandelier und gilt als Zeichen militärischer Ehre, ebenso kann er als Symbol für aggressiven Elan und Angriff verstanden werden. Der einzelne Balken und der Pferdekopf stehen auch für die numerische Bezeichnung der Division.
- Geschichte: Offiziell am 3. Januar 1921 als Schulterabzeichen eingeführt, war es in den Untereinheiten oftmals in verschiedenen Variationen und mit diversen Zusätzen versehen zu finden. Seit dem 11. Dezember 1934 ist das Abzeichen aber für alle Einheiten der 1. Kavalleriedivision bindend.

### Einheitsabzeichen
- Beschreibung: Ein emailliertes Metallemblem von 2,54 cm Höhe, bestehend aus einem gelben Normannenschild mit einem Pferdekopf und einem schwarzen diagonalen Balken mit zwei goldenen Sternen
- Symbolik: Das Einheitsabzeichen ist eine Miniaturreproduktion des Schulterabzeichens der Division, ergänzt um die beiden Sterne. Zwischen 1922 und 1934 wurde das Abzeichen vom Divisionskommandeur und seinem Stab als Schulterabzeichen getragen.
- Geschichte: Das Einheitsabzeichen wurde am 15. August 1965 eingeführt.[4]

## Führung

### Command Group
Die Führungsgruppe (Command Group) des Divisionsstabes besteht aus dem Kommandeur einem Generalleutnant und seinen beiden Stellvertretern, einem Brigadegeneral und dem Stabschef einem Oberst, sowie dem Command Sergeant Major der Division.

### Liste der Kommandeure
| Name                        | Beginn der Berufung | Ende der Berufung |
| --------------------------- | ------------------- | ----------------- |
| Thomas M. Feltey            | August 2024         |                   |
| Kevin D. Admiral            | Juli 2023           | August 2024       |
| John B. Richardson IV       | Juli 2021           | Juli 2023         |
| Jeffery Broadwater          | September 2019      | Juli 2021         |
| Paul T. Calvert             | Oktober 2017        | September 2019    |
| John C. Thomson III         | Januar 2016         | Oktober 2017      |
| Michael A. Bills            | März 2014           | Januar 2016       |
| Anthony R. Ierardi          | Juni 2012           | März 2014         |
| Daniel B. Allyn             | Januar 2010         | Juni 2012         |
| Daniel P. Bolger            | März 2008           | Januar 2010       |
| Vincent K. Brooks (Interim) | Februar 2008        | März 2008         |
| Joseph Fil                  | November 2005       | Februar 2008      |
| Peter W. Chiarelli          | August 2003         | November 2005     |
| Joe Peterson                | Oktober 2001        | August 2003       |
| David D. McKiernan          | Oktober 1999        | Oktober 2001      |
| Kevin P. Byrnes             | Juli 1997           | Oktober 1999      |
| Leon J. LaPorte, Jr.        | Juli 1995           | Juli 1997         |
| Eric K. Shinseki            | März 1994           | Juli 1995         |
| Wesley Clark                | Juli 1992           | März 1994         |
| John H. Tilelli, Jr.        | Juli 1990           | Juli 1992         |
| William F. Streeter         | 1988                | Juli 1990         |
| John J. Yeosock             | Juni 1986           | Mai 1988          |
| Michael J. Conrad           | Juni 1984           | Juni 1986         |
| Andrew P. Chambers          | Juli 1982           | Juni 1984         |
| Richard D. Lawrence         | November 1980       | Juli 1982         |
| Paul S. Williams, Jr.       | November 1978       | November 1980     |
| W. Russell Todd             | November 1976       | November 1978     |
| Julius W. Becton Jr.        | November 1975       | November 1976     |
| Robert M. Shoemaker         | Januar 1973         | Februar 1975      |
| James C. Smith              | Mai 1971            | Januar 1973       |
| George W. Putnam            | August 1970         | Mai 1971          |
| George W. Casey, Sr.        | Mai 1970            | Juli 1970         |
| Elvy B. Roberts             | Mai 1969            | Mai 1970          |
| George I. Forsythe          | August 1968         | April 1969        |
| Richard L. Irby             | August 1968         | August 1968       |
| John J. Tolson              | März 1967           | August 1968       |
| John Norton                 | Mai 1966            | März 1967         |
| Harry W. O. Kinnard         | Juli 1965           | Mai 1966          |
| Hugh Exton                  | Oktober 1964        | Juni 1965         |
| Charles Leonard             | August 1963         | Oktober 1964      |
| Charles P. Brown            | Juni 1963           | August 1963       |
| Clifton von Kann            | Oktober 1962        | Juni 1963         |
| D. C. Clayman (Interim)     | September 1962      | Oktober 1962      |
| James K. Woolnough          | Juli 1961           | September 1962    |
| Frank H. Britton            | Dezember 1960       | Juli 1961         |
| Charles G. Dodge            | Mai 1960            | Dezember 1960     |
| Charles E. Beauchamp        | April 1959          | Mai 1960          |
| George E. Bush              | Januar 1958         | April 1959        |
| Ralph Wise Zwicker          | Oktober 1957        | Januar 1958       |
| Edwin H. J. Carns           | November 1956       | August 1957       |
| Edward J. McGaw             | Mai 1955            | November 1956     |
| Orlando C. Troxel, Jr.      | Dezember 1954       | Mai 1955          |
| Armistead D. Mead           | Juni 1953           | Dezember 1954     |
| Joseph P. Cleland           | Mai 1953            | Juni 1953         |
| William J. Bradley          | März 1953           | April 1953        |
| Arthur G. Trudeau           | März 1952           | März 1953         |
| Thomas Leonard Harrold      | Juli 1951           | März 1952         |
| Charles D. Palmer           | Februar 1951        | Juli 1951         |
| Hobart R. Gay               | September 1949      | Februar 1951      |
| Henry I. Hodes              | August 1949         | September 1949    |
| John M. Devine              | Februar 1949        | August 1949       |
| William B. Bradford         | Februar 1949        | Februar 1949      |
| William C. Chase            | Juli 1945           | Februar 1949      |
| Hugh F. T. Hoffman          | Februar 1945        | Juli 1945         |
| Verne D. Mudge              | August 1944         | Februar 1945      |
| Innis P. Swift              | Februar 1941        | August 1944       |
| Robert C. Richardson, Jr.   | Oktober 1940        | Februar 1941      |
| Kenyon A. Joyce             | November 1938       | Oktober 1940      |
| Ben Lear                    | Oktober 1936        | November 1938     |
| Francis L. Parker           | September 1936      | Oktober 1936      |
| Hamilton S. Hawkins         | April 1934          | September 1936    |
| Walter C. Short             | Oktober 1933        | April 1934        |
| Frank R. McCoy              | März 1933           | Oktober 1933      |
| Walter C. Short             | März 1932           | März 1933         |
| Ewing E. Booth              | Dezember 1930       | März 1932         |
| George C. Barnhardt         | Oktober 1930        | Dezember 1930     |
| Charles J. Symmonds         | September 1929      | Oktober 1930      |
| George Van Horn Moseley     | November 1927       | September 1929    |
| Samuel D. Rockenbach        | Oktober 1927        | November 1927     |
| Edwin B. Winans             | Januar 1926         | Oktober 1927      |
| Joseph C. Castner           | Juni 1925           | Januar 1926       |
| Robert L. Howze             | September 1921      | Juni 1925         |